# Tourneville
Tourneville är en kommun i departementet Eure i regionen Normandie i norra Frankrike. Kommunen ligger i kantonen Évreux-Nord som tillhör arrondissementet Évreux. År 2022 hade Tourneville 318 invånare.

## Befolkningsutveckling
Antalet invånare i kommunen Tourneville
Referens:INSEE